# Perzsa veronika
A perzsa veronika (Veronica persica) az ajakosvirágúak (Lamiales) rendjébe, ezen belül az útifűfélék (Plantaginaceae) családjába tartozó faj.

## Előfordulása
Délnyugat-Ázsiában őshonos, onnan terjedt el valamennyi kontinensen. Csaknem egész Európában megtalálható – Magyarországon főképp a Dunántúlon fordul elő.

## Változatai
- Veronica persica var. aschersoniana (Lehm.) B. Boivin
- Veronica persica var. corrensiana (Lehm.) B. Boivin

## Megjelenése
Egyéves, heverő, felemelkedő szárú, 10–30 centiméter magas növény. Szára erőteljes, nem gyökerezik le. Háromszögű vagy tojásdad, rövid nyelű leveleinek széle csipkés vagy mélyen fűrészes.
Azúrkék virágai hosszú kocsányok végén nyílnak. A párta 8–12 milliméter széles, élénk égszínkék, alsó ajka olykor világosabb vagy fehér. A tok majdnem lapos, jóval szélesebb a hosszánál.

## Életmódja
Szántókon, tarlókon, utak szélén, kertekben, ártereken, gyomtársulásokban, kapás növények között települ meg; Közép-Európában mintegy 1700 méteres tengerszint feletti magasságig hatol fel. Az üdébb, tápanyagban gazdag vályog- vagy agyagtalajokat kedveli.
Márciustól június végéig nyílik.

## Képek

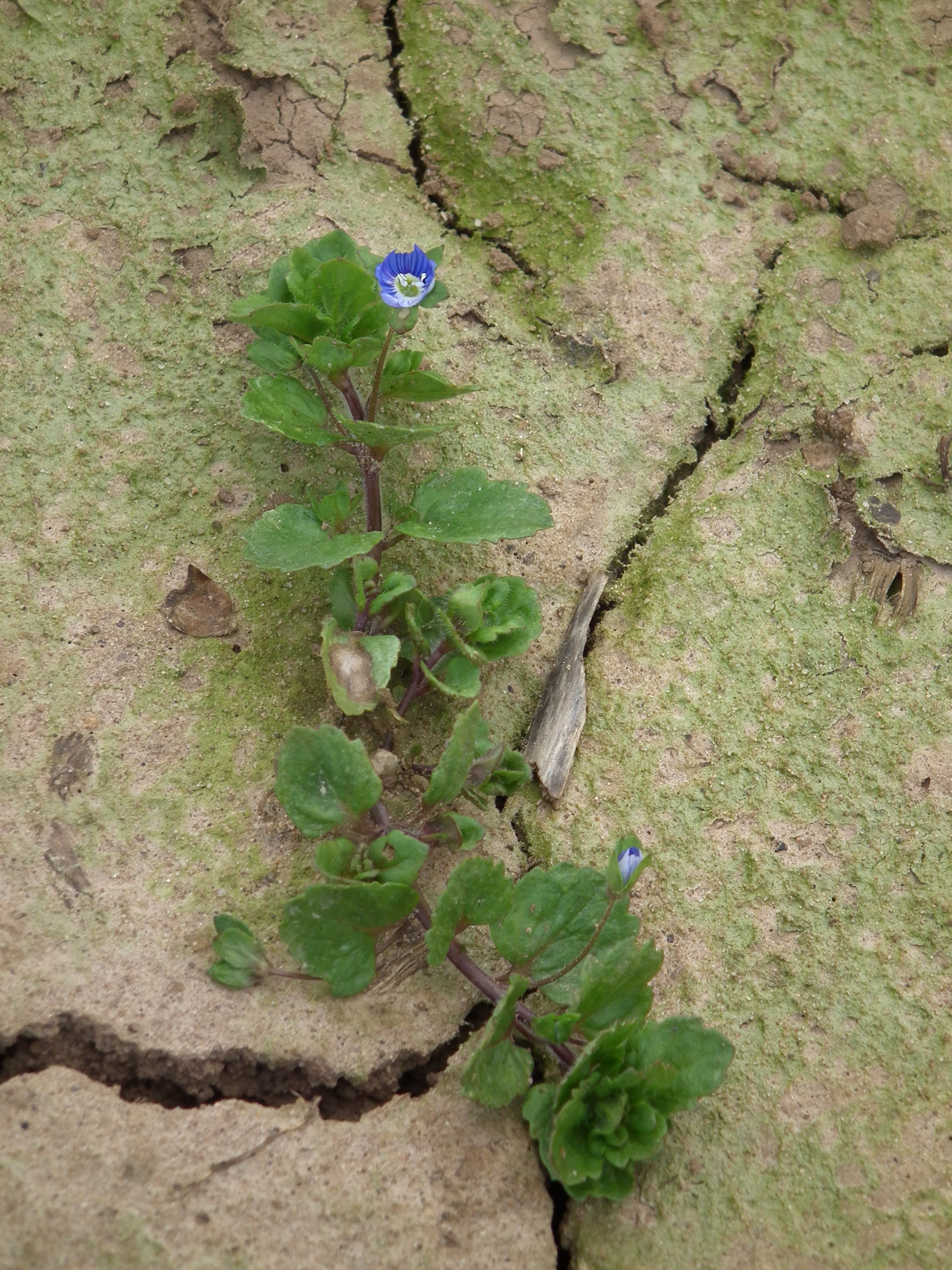
A növény
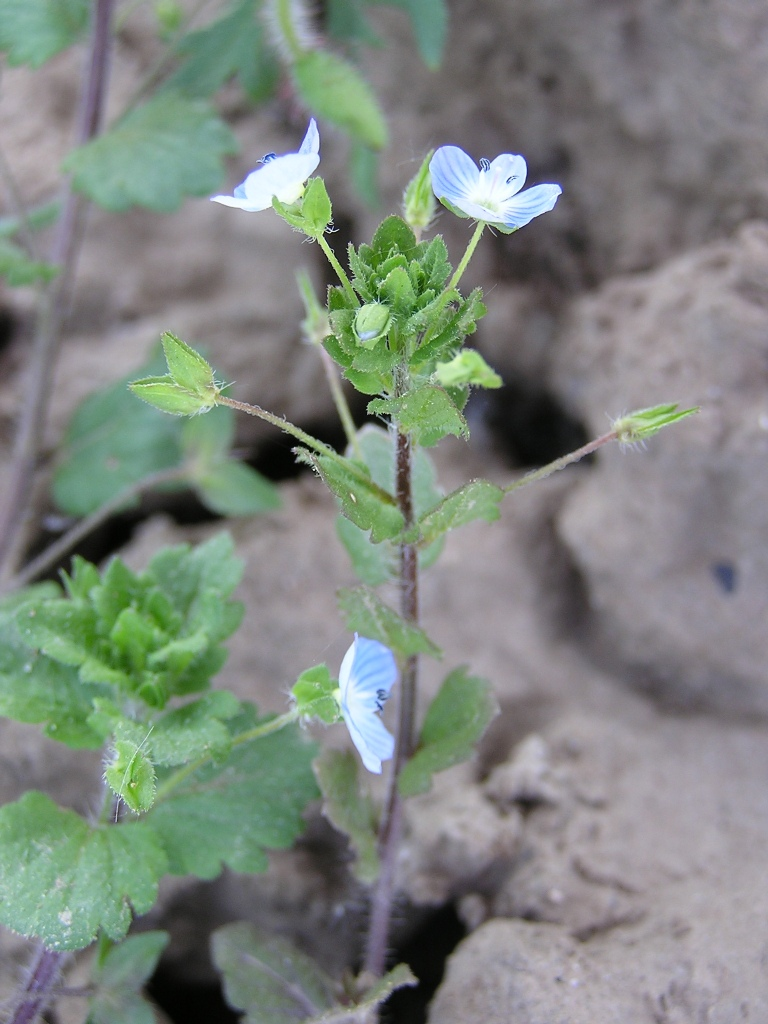
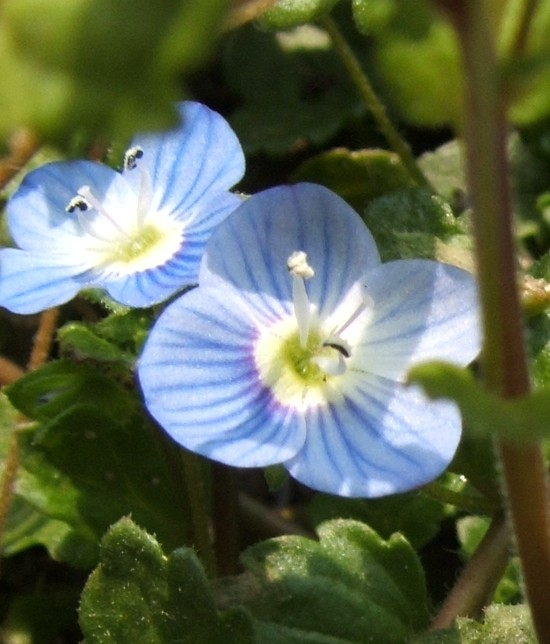
Virága
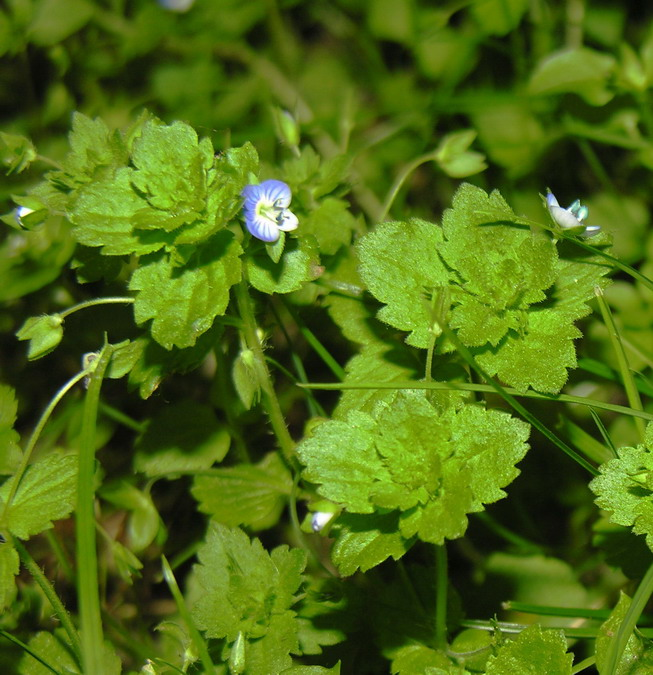
Levelei
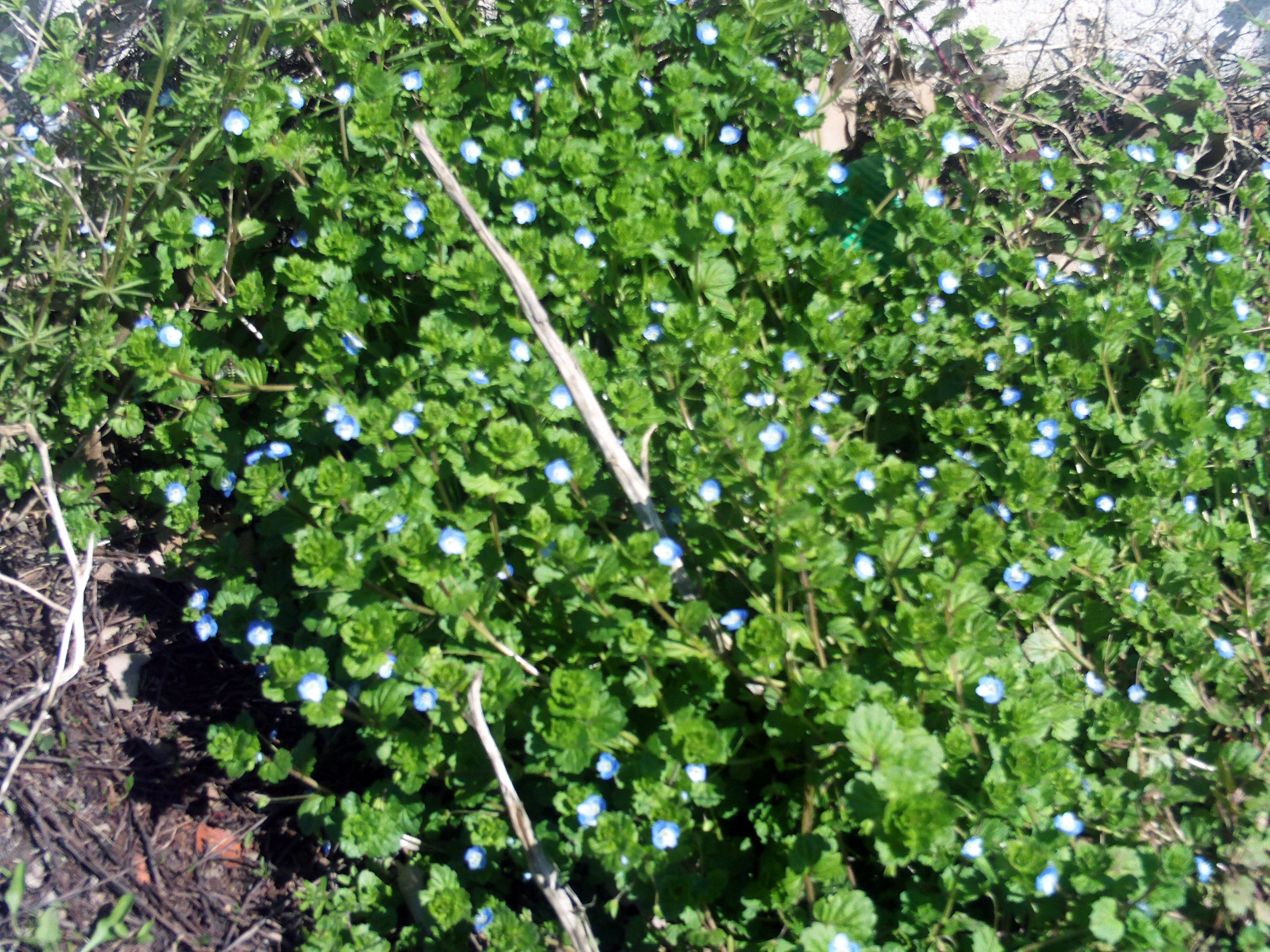
Telepe
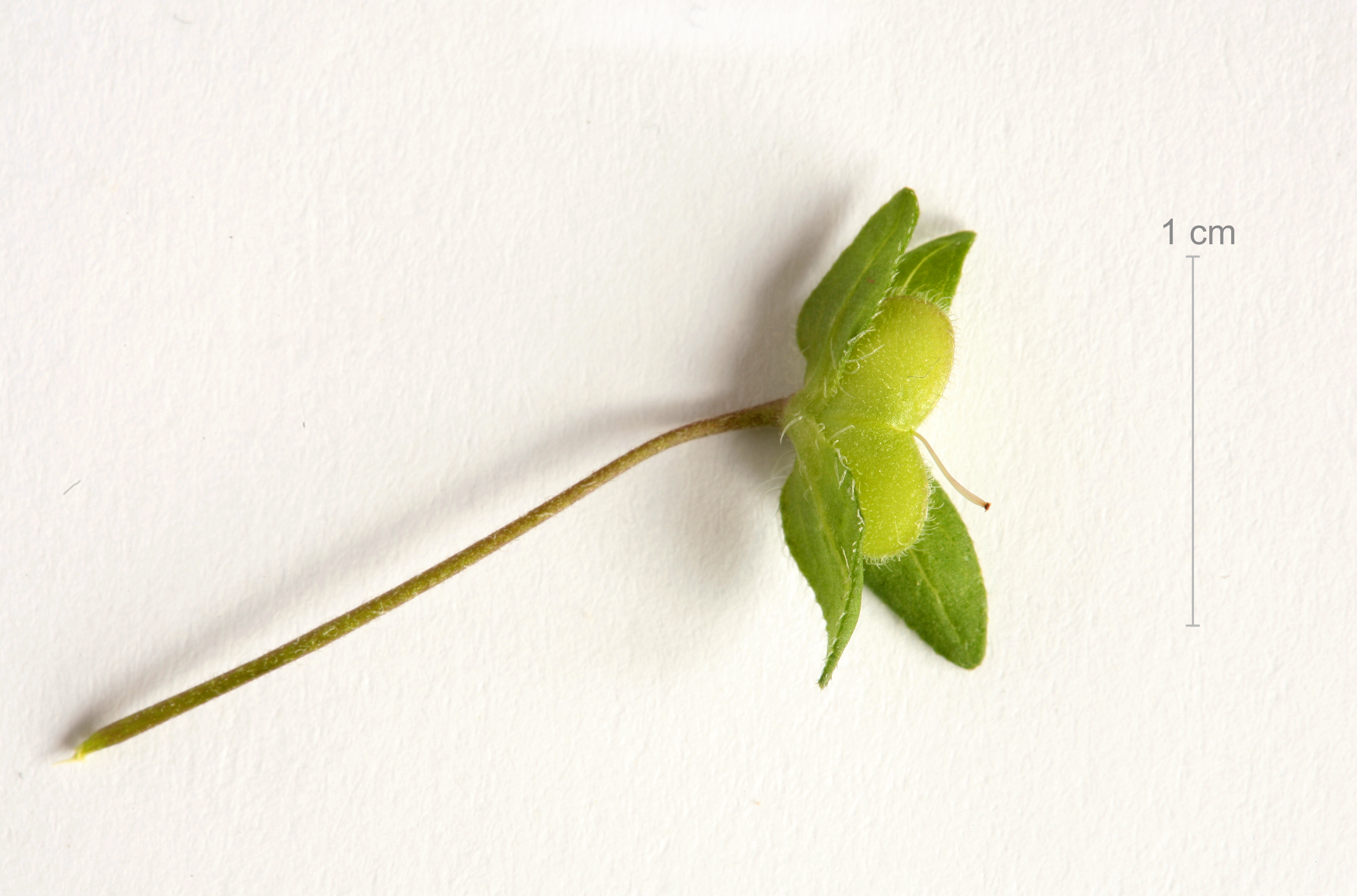
Éretlen termései
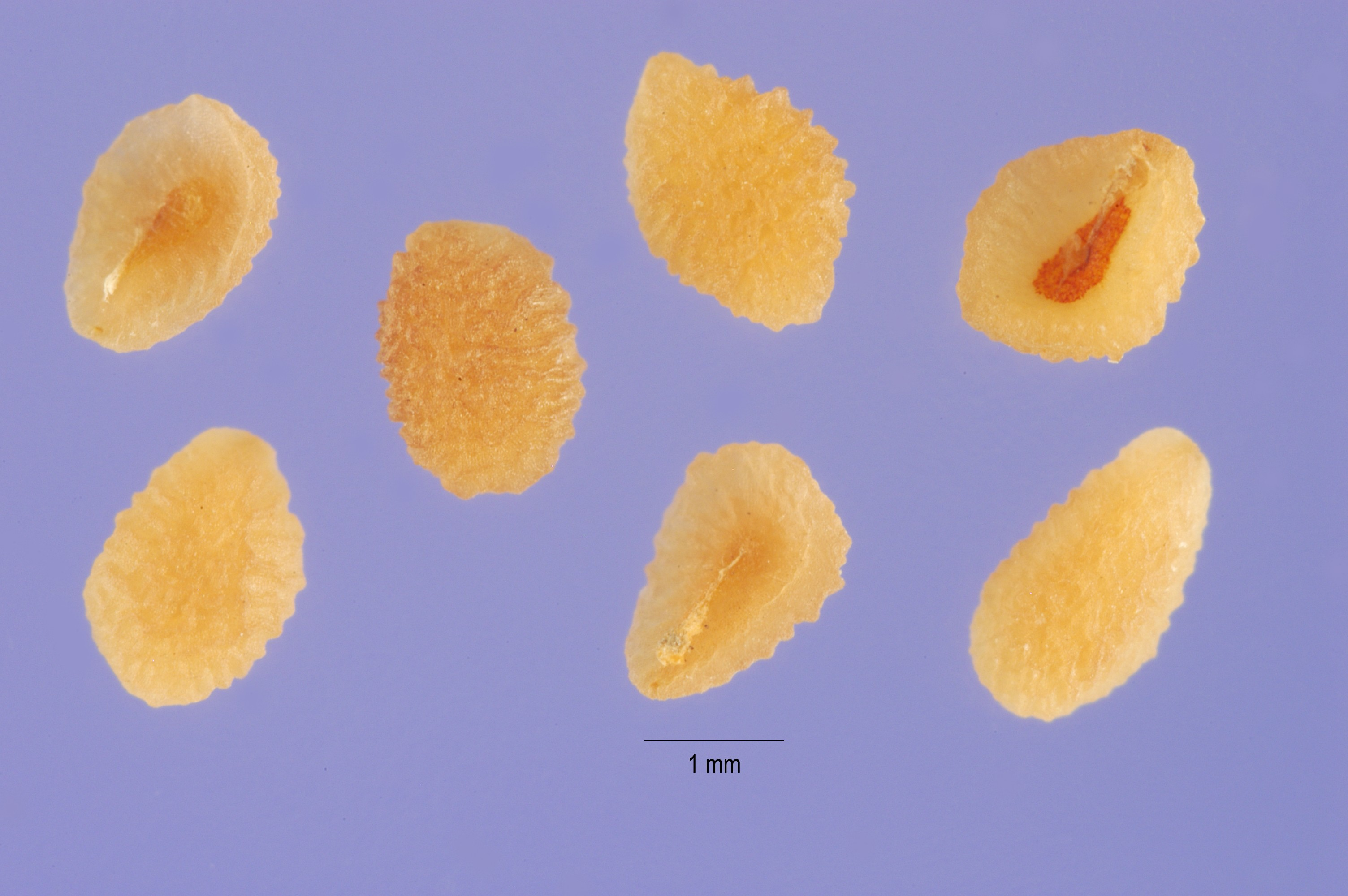
Magok
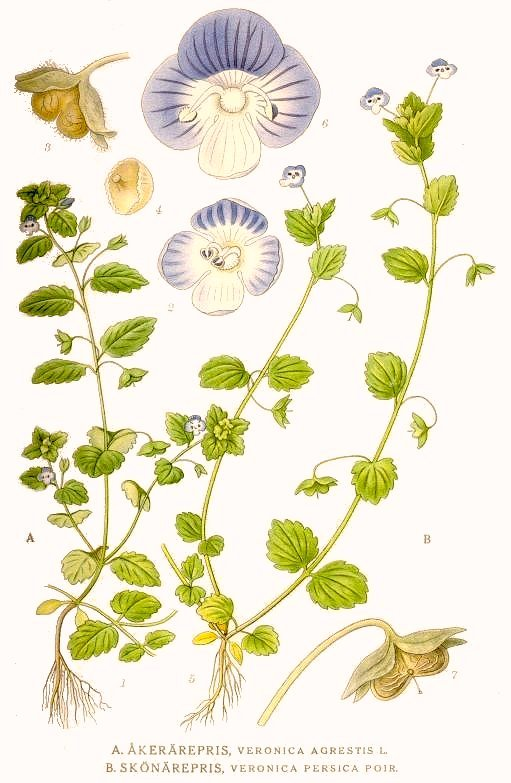
Rajzok a növényről
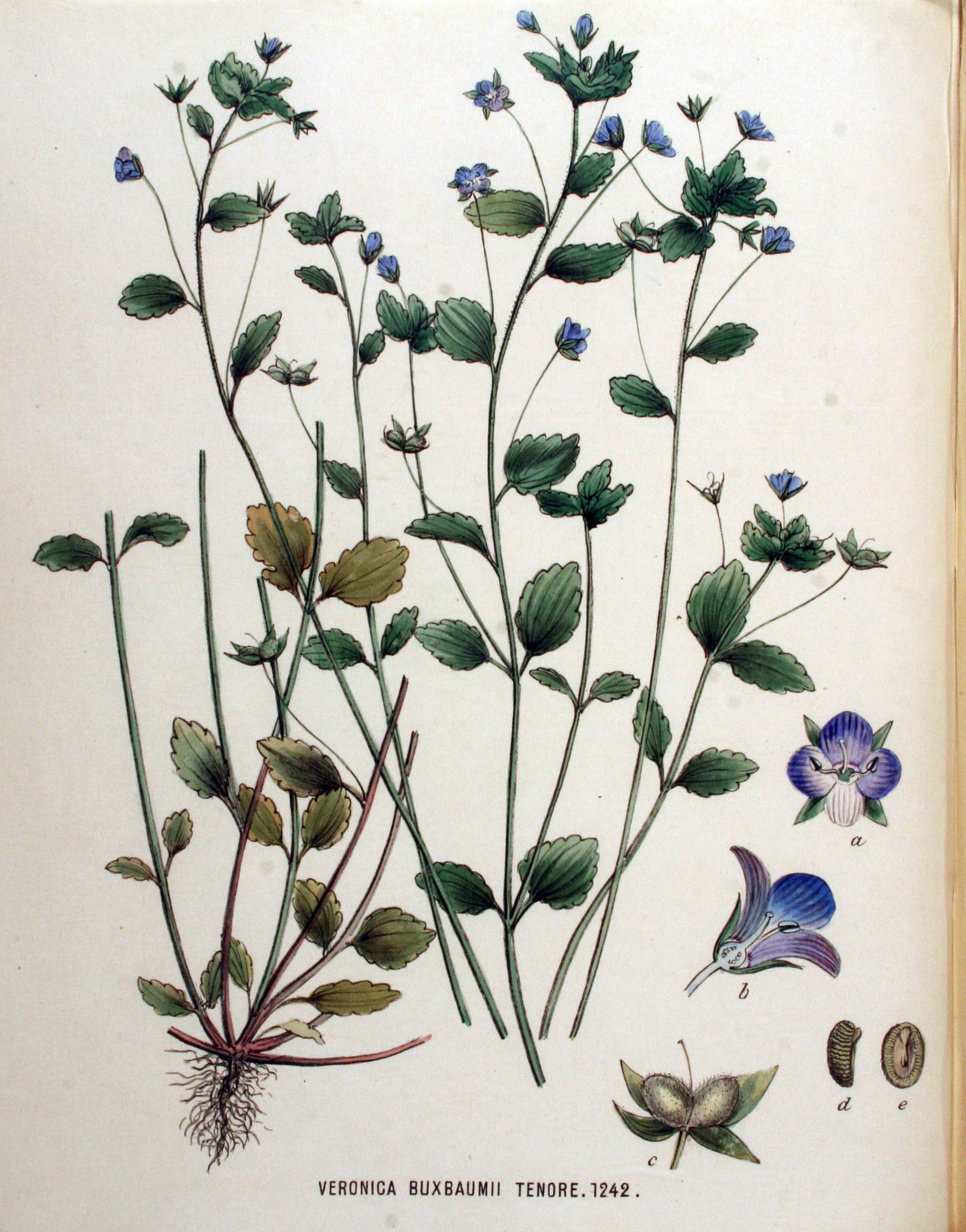